# Independência ou Morte (película de 1972)
Independência ou Morte (en español: Independencia o muerte) es una película brasileña estrenada en 1972. Dirigida por Carlos Coimbra y distribuida por Cinedistri, tuvo una audiencia de más de 2 millones de espectadores, lo que la convirtió en la película más vista ese año.

## Sipnosis
Tras muchos años Brasil estar bajo Control del Imperio Portugués, hay planes independentistas y entre los cuales se encuentra el Joven Pedro, tiempo después conocería a su pareja consorte María Leopoldina de Austria y más adelante se vuelve Rey de Brasil empieza los planes Independentistas de Brasil tras haberse unido a unos Masones de Río de Janeiro. Luego de haber sabido las noticias de Esclavización de Portugal a Brasil él da el grito de Ipiranga en el cual Brasil se declara Oficialmente Independiente y luego es Coronado como Pedro I de Brasil, con el tiempo comienzan revueltas en contra del joven Imperio de Brasil y Pedro I tiene que enfrentar esos problemas internos en el Imperio, durante una campaña en contra de invasores portugueses en el plan de Reconquista. Leopoldina la cual estaba enferma gravemente, muere, tras haberle llegado la noticia que el Emperador Pedro cayó en depresión y descuido las cosas generales del Imperio lo cual hizo que las revueltas crecieran más y tras esto le daría la Herencia al trono a su Hijo Pedro de Alcántara (Pedro II de Brasil) y después de ahí toma un barco que lo llevaría a Portugal.

## Elenco
- Tarcísio Meira: Pedro I de Brasil
- Glória Menezes: Marquesa de Santos
- Dionísio Azevedo: José Bonifácio
- Kate Hansen: Emperatriz María Leopoldina de Austria
- Manuel de Nóbrega: Juan VI de Portugal
- Heloísa Helena: Carlota Joaquina
- Emiliano Queiroz: Broma
- Renato Restier: Barón de Mareschall
- Anselmo Duarte: Gonçalves Ledo
- Jairo Arco e Flexa: Teniente Canto e Mello
- Abilio Pereira de Almeida: Clemente Pereira
- María Claudia: Emperatriz Amelia de Leuchtenberg
- Vanja Orico: Baronesa de Goitacases
- Francisco Di Franco: Plácido
- José Lewgoy: João Pinto
- Macedo Neto: Marqués de Paranaguá
- Carlos Imperial: tabernero
- Flora Geny: Marquesa de Itaguaí
- Edson França: Conde de Arcos
- Sérgio Hingst: Padre Januário Barbosa
- Antonio Patiño: Martín Francisco
- Rodolfo Arena: Palmela
- Lajar Muzuris: Fray Sampaio
- Víctor Merinow: dr. Vicente Navarro
- Clovis Bornay: Embajador de Pontois
- Lola Brah: dama de la corte
- Yves Hublet: intendente de policía
- Tarcísio Filho: Pedro de adolescente
- Marcelo Maduar: Pedro de niño
- Milton Vilar: Brigadier Carretti
- Labanca: Fray Arrábida
- Carlos Miranda: mayor Frías
- Alberto Manduar: P. Belchor
- Fernando Vilar: cel. Silva Prado
- Geraldo Gonzaga: secretario de la Asamblea
- Arlindo Costa: gob. Oyenhausen
- Waldir Fiori: Antonio Carlos
- Óscar Cardona: cap. Spider Góis
- Raúl de Smandeck: Faria Lobato
- Clarice Martins: Vizcondesa de Río Seco
- Edmundo Carijó: Vizconde de Río Seco